# 休宁路
休宁路，安徽省合肥市的一条东西向次干道，得名自休宁县，为南二环路北侧的分流道路。道路起于徽州大道，经多条主干道后终于翡翠路，计划兴建桥隧跨越匡河公园与合肥铁路枢纽西环，连接红枫路。沿路有常青体育公园、杜岗游园、南门库景区、匡河公园、合肥总商会大厦、合肥市民主党派综合办公楼等。

## 轨道交通
- █ 5号线：休宁路站